# تغذیه خام
تغذیهٔ خام نوعی رژیم غذایی برای سگ‌ها، گربه‌ها و سایر حیوانات خانگی است که عمدتاً شامل گوشت نپخته، استخوان و سایر اندام‌های خوراکی است. برخی افراد ترجیح می‌دهند خودشان به‌صورت خانگی برای حیوانات خانگی خود مواد غذایی خام تهیه کنند، اما رژیم‌های غذایی خام تجاری نیز موجود است.
استفاده از رژیم‌های غذایی خام به دلیل خطر بیماری‌های ناشی از غذا، بیماری‌های مشترک انسان و جانوران و عدم تعادل تغذیه‌ای، نگرانی‌هایی را ایجاد کرده است. افرادی که به سگ‌های خود غذای خام می‌دهند، این کار را به دلایل زیادی انجام می‌دهند، از جمله فرهنگ، باورهای مربوط به سلامت، تغذیه و آنچه که برای حیوانات خانگی‌شان طبیعی‌تر تلقی می‌شود. تغذیه با غذای خام می‌تواند به عنوان راهی برای حفظ ارتباط حیوان خانگی با اجداد وحشی و گوشتخوار خود تلقی شود. جنبش خام‌خواری به موازات تغییر در روندهای غذایی بشر برای محصولات طبیعی‌تر و ارگانیک‌تر نیز رخ داده است.